# Julien Hugonnard-Bert
Julien Hugonnard-Bert est un auteur, illustrateur, dessinateur et encreur de bande dessinée français né le 11 juin 1979 à Martigues. Il est également directeur artistique et enseignant.

## Biographie
Julien Hugonnard-Bert est surtout connu pour son travail d'encreur sur les séries Star Wars chez Dark Horse Comics (Séries Star Wars et Agent Of The Empire) ainsi que sur Injustice: Gods Among Us aux éditions DC Comics. Sur Star Wars et sur la série française Masqué, il encre des dessins de Stéphane Créty. Il est également l'auteur de plusieurs sketchbooks, dont l'un édité grâce au financement participatif.
Julien Hugonnard-Bert est un invité régulier sur les salons dédiés au comics. En France, il a notamment été l'invité de la Comic Con' en 2011 et de la convention Générations Star Wars et Science Fiction en 2011 et 2013. Il était également présent à la New York Comic Con en 2014.